# Настольный хоккей ITHF
| 15000+ очков: страны Топ 8 10000+ очков | 1000+ очков -1000 очков |

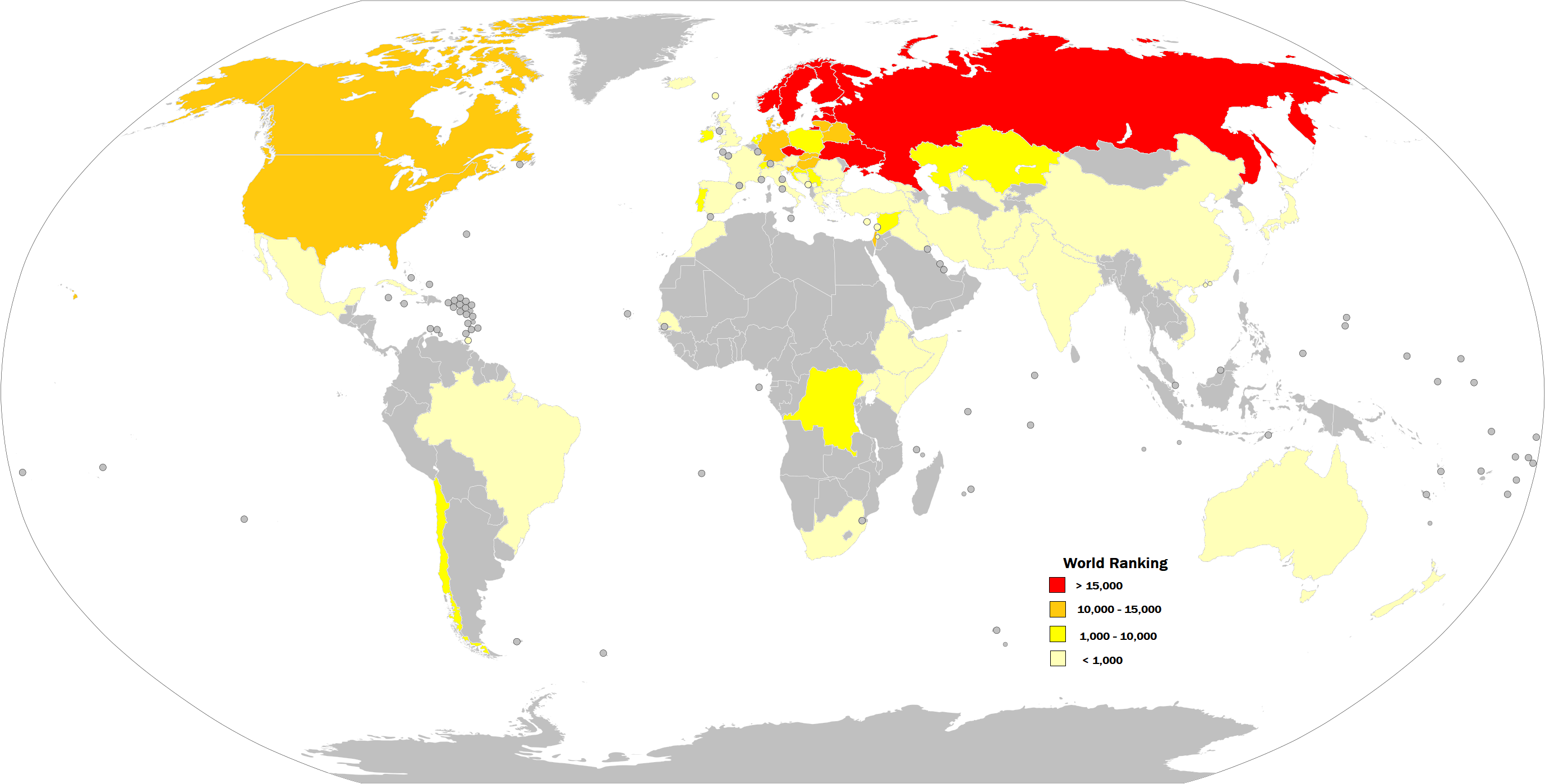
Страны мира со хотя бы одним игроком в мировом рейтинге в июле 2019 года.

Настольный хоккей ITHF — игра в настольный хоккей по правилам Международной Федерации Настольного Хоккея — ITHF. Игра ведётся с помощью механической модели площадки хоккея с шайбой, за которой двое игроков с помощью рычагов управления каждый играет за свою команду, пытаясь поразить ворота противника и защищая свои.
Согласно Конституции ITHF, "настольный хоккей" в понимании ITHF означает исключительно игру на моделях производства компании STIGA. По настольному хоккею ITHF, в обиходе называемому просто настольным хоккеем, иногда — стигой, с 1989 года раз в два года проводятся чемпионаты мира, в остальные годы сейчас проводятся чемпионаты Европы. В чемпионате мира 2021 года участвовали представители 14 стран.

## Описание

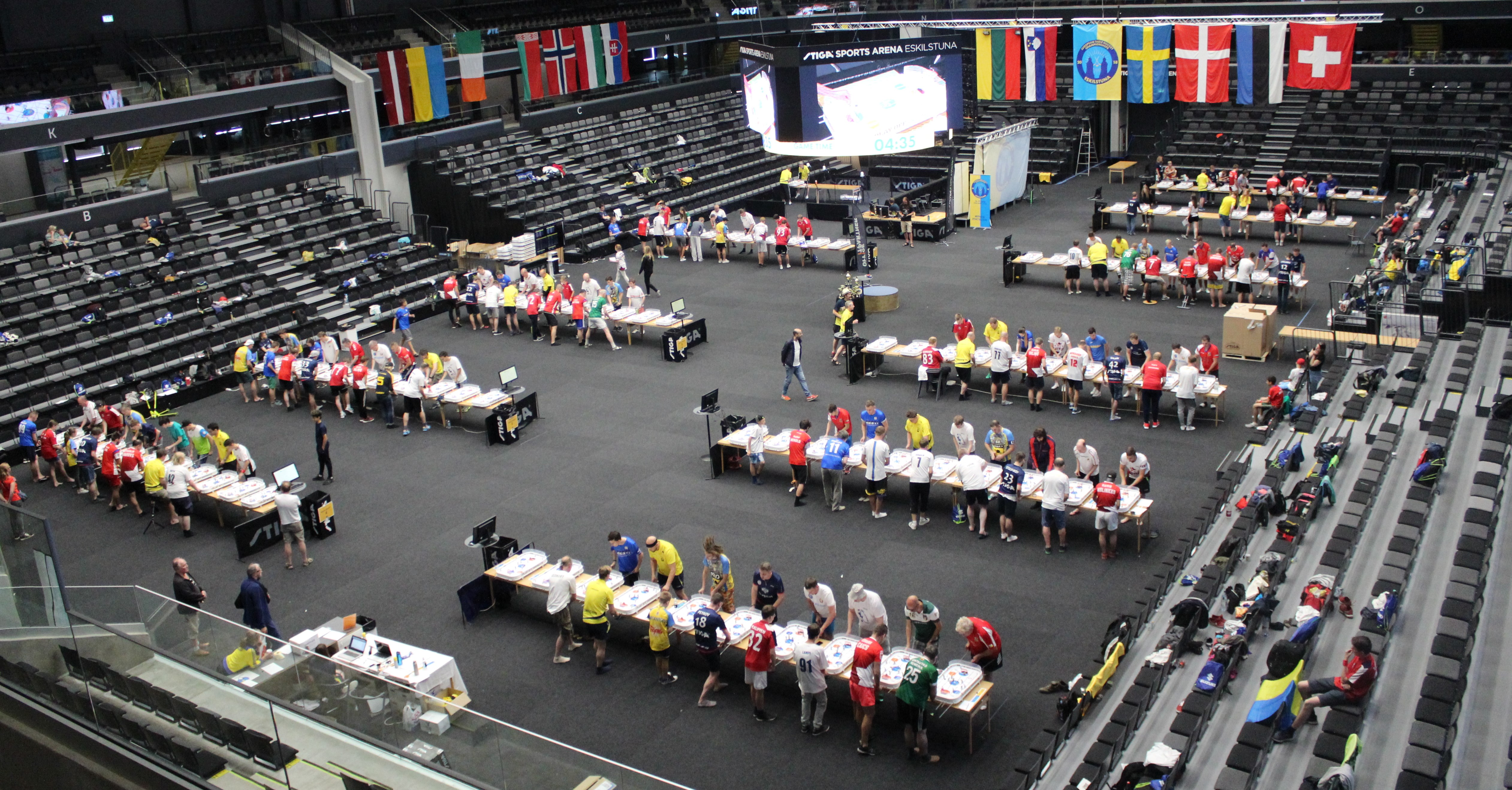
Игры чемпионата Европы 2018 года в Эскильстуне, Швеция.

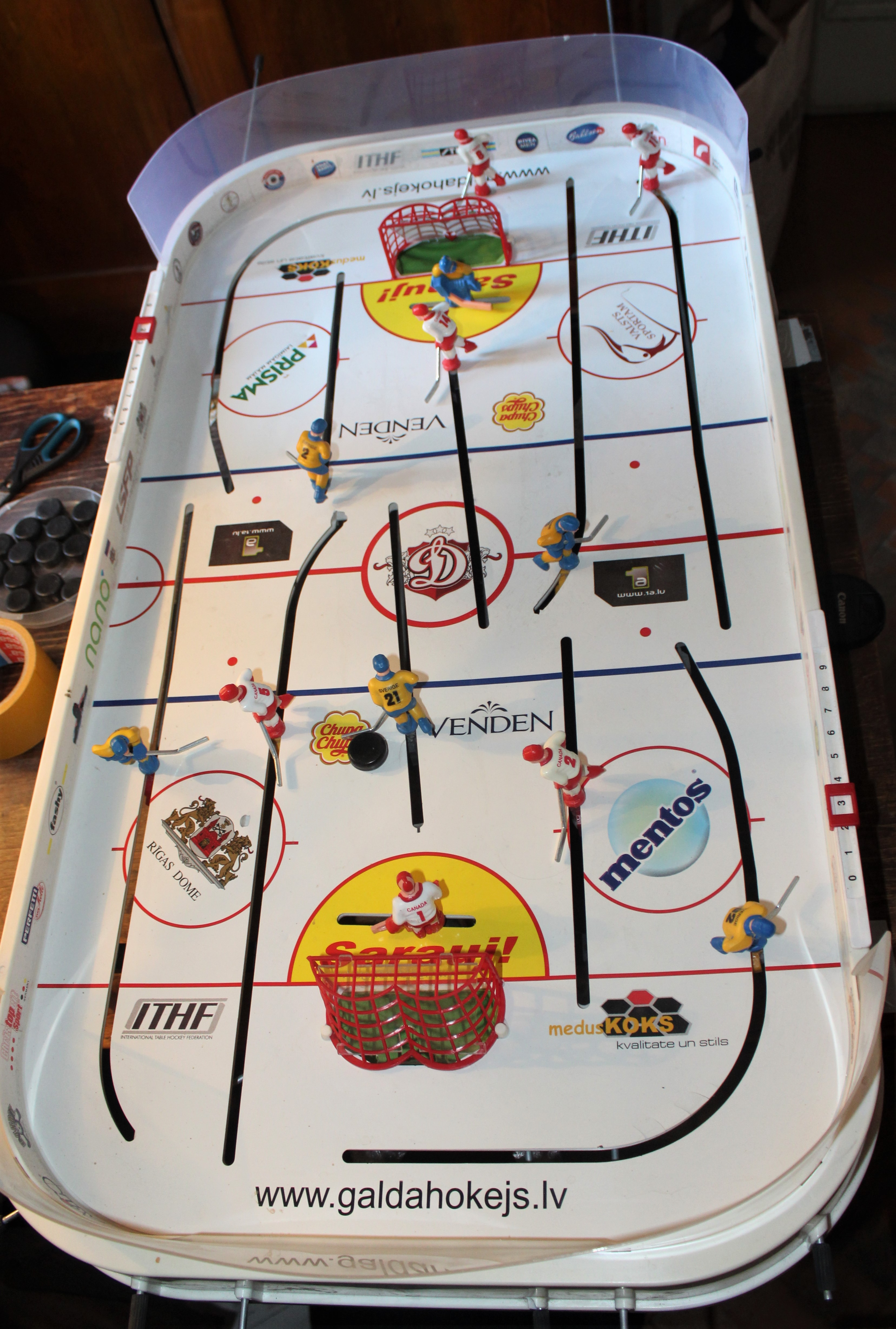
Поляна для игры в настольный хоккей.

Одновремённо за одной поляной состязаются два игрока, стоящие за разными её концами и с помощью рычагов управляющие своими фигурками на поляне.
Игра проводится на поляне "Стига", представляющей собою плоскую прямоугольную коробку со скруглёнными краями, размером приблизительно метр на полметра, поставленной на высоту 70—80 см. Горизонтальная поверхность выполняет роль игрового поля; она окружена бортиком и имеет дополнительные прозрачные заграждения в концах, чтобы препятствовать вылету шайбы из поля. На поле выставлены две команды, по пять фигурок полевых игроков (два защитника и три нападающих) и одному вратарю в каждой. Каждая фигурка вставлена в свой направляющий жёлоб на игровом поле и под полем соединена зубчатой передачей и рычагом со своим игроком, стоящим за концом поляны. Каждый рычаг и соответственно фигурка может двигаться поступательно и вращаться вокруг оси. Жёлобы имеют вид прямых или изогнутых линий и размещены так, чтобы игроки контролировали всю территорию игрового поля и могли проводить различные действия (передачи, броски, перехваты шайбы и т.д.). Соперники, манипулируя рычагами, перемещают фигурки своих игроков и вращают их, стремясь перехватить шайбу и забросить её в ворота противника. Игра ведётся относительно крупной чёрной пластмассовой шайбой. 
Поляна перед игрой закрепляется на специальной подставке или на другой горизонтальной поверхности, либо приклеивая ножки двусторонней клейкой лентой, либо специальными креплениями.
Игра длится пять минут, тот, кто забросил больше голов, получает за победу 2 очка, проигравший - 0. В случае ничьи в круговых турнирах очки делятся пополам, в играх на выбывание играется овертайм до первого гола.

## История
Первая проверяемая информация об игре, имитирующей хоккей с шайбой, относится к 1932 году, когда канадец Манро дома изготовил ещё весьма примитивную поляну из дерева. Его образцу последовали энтузиасты и производители в других странах, в которых был развит хоккей на льду, но массовой популярности удалось добиться лишь тогда, когда дерево, железо и картон поляны и фигурок в 50-х стала заменять пластмасса. В 1957 году настольный хоккей начало производить шведское предприятие Стига, нынче являющееся монополистом производства инвентаря для соревнований ITHF. В 1959 благодаря сотрудничеству со хоккеистом, тогдашним капитаном сборной Швеции Свеном "Тумбой" Юханссоном поляны были сильно улучшены, в частности, Юханссону принадлежала идея о новой конструкции, позволяющей фигуркам заезжать за ворота. После этих улучшений "Стига" закрепилась на рынке, продавая по 100-200 тысяч полян в год. Поляны, малоотличимые от совремённых, Стигой производятся с 1983 года. В 2018 начались продажи новой модели, в разработке которой принимал участие другой известный шведский хоккеист Петер Форсберг, однако на сей раз перемены не были столь значимые.
Однако до первых попыток организоваться хотя бы на государственном уровне пришлось ждать до 1982 года, когда был проведён первый чемпионат Швеции. Также в следующие 20 лет Швеция оставалась лидером во всём, что связано с настольным хоккеем. С 1983 годы выпускаются модели полян, которые не имеют принципиальных отличий от нынешних. В 1989 году в Стокгольме был организован чемпионат мира по настольному хоккею с участием игроков из 7 стран, победили в котором, естественно, шведы. Следующие чемпионаты мира проводились раз в два года, с одним сдвигом. Но только в 2005 году в Риге впервые шведов с первого места сдвинула сборная Финляндии, и в 2007 году финн Рони Нуттунен стал первым чемпионом личного разряда не из Швеции. В настоящее время ведущими странами настольного хоккея являются Россия, Латвия и Украина, за ними следуют (в порядке мирового рейтинга на 2019 год) Финляндия, Швеция, Чехия, Норвегия и Эстония. В годы, когда не проводятся чемпионаты мира, их заменяют чемпионаты Европы. Оба эти соревнования проводятся в июне.
Чемпионат Европы 2018 года состоялся в Эскильстуне, Швеция. Чемпионом Европы стал представитель России Максим Борисов, оттеснив на второе и третье место латвийских игроков Э. Цайца и А. Силиса. Так же в соревнованиях сборных победителями стали россияне, оставив вторыми латвийцев. Третье место завоевали финны.
В 2021 году чемпионат мира проходил в Таллине, Эстония. В нём также победил россиянин Янис Галузо, в финале переигравший Никиту Жолобова. В командных соревнованиях, однако, победили латыши, оставив в следующих местах Украину и Россию.
Следующий чемпионат Европы — в 2022 году в Кране, Словения (ЧЕ 2020 года там же был отменён по техническим причинам).

### История в Восточной Европе

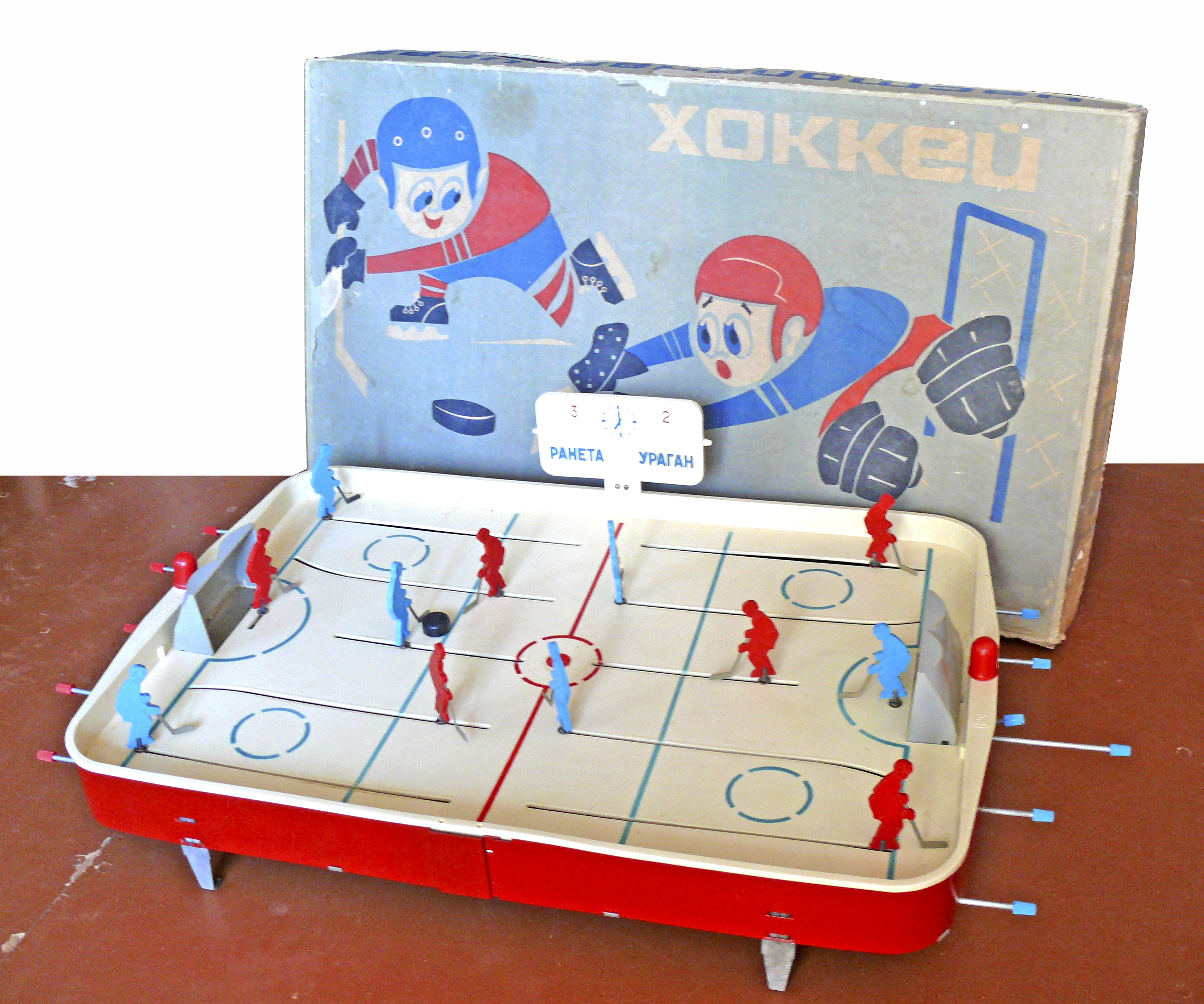
Производимый в СССР хоккей с электрической фиксацией гола

После Второй мировой войны в СССР было признано, что настольный хоккей полезен как развивающая игра, и по рекомендации Минздрава в 1952 году началось его производство. 
В 60-х настольный хоккей советского производства стал популярен в СССР и странах Балтии, однако здесь он распространялся в основном как детская игрушка. Большинство моделей внешне были оформлены соответственно, и вследствие этого играющие были в основном школьники и их родители.
Во второй половине 90-х с ростом благосостояния в Восточной Европе стали появляться поляны шведского производства, и к концу 90-х в России и Латвии параллельно и в связи друг с другом началась самоорганизация. В Латвии первая публичная серия турниров была организована диджеем Эриком Локсом в 1998 году. В 1999 году Латвию посетил пропагандист настольного хоккея Ёран Агдур, после чего в конце 1999 был создан Рижский клуб настольного хоккея, а в середине 2000 года — и национальная федерация,   начавшие организовать постоянные соревнования. Тем же занимались в Москве журналист Михаил Марголис и в Санкт-Петербурге певец Александр Минченко. Оба они посетили первый Кубок Риги для наблюдения за порядком организации турниров летом 2000 года; со своей стороны, латвийские игроки стали ездить на турниры в Россию делиться опытом. Первый этап чемпионата России состоялся в 2002 году и был выигран латышом Стернатсом, однако за следующие 17 лет и 94 этапа российского чемпионата россияне больше ни разу не отдали победы гостям из-за границы. Во многом благодаря этим связям и российский, и латвийский настольный хоккей со временем смогли подняться на ведущие позиции. С некоторым отставанием во времени к ним присоединилась Украина, чемпионат которой был начат в 2005 году при участии Дмитро Кудрицкого, впервые сыгравшего на чемпионате мира уже в 1999 году. Однако первый массированный выезд на чемпионат мира состоялся в 2001 году, когда и Латвия, и Россия отправили в Плзень полные сборные, занявшие соответственно 5. и 8. места из 13. В следующие годы рост мест у России оказался более стремительным, и в 2007. году российская сборная завоевала свои первые медали в командном зачёте. В 2009 году в Будапеште Россия уже стала чемпионами мира, а Латвия - вице-чемпионами. В 2011 году Олег Дмитриченко принёс России первую золотую медаль в личном разряде, и с тех пор в нём чемпионами мира и Европы становились только российские либо латвийские игроки. В командных соревнованиях Россия была непрерывным чемпионом мира с 2009 по 2021 годы. Почти такое же положение в чемпионате Европы, где Россия с 2012 года только раз уступила верхнюю строчку Латвии, тогда как Латвия иногда уступает и второе место Украине. В настоящее время именно эти три страны занимают ведущие позиции в мировых рейтингах.
Потом началось развитие настольного хоккея также и в Белоруссии и Казахстане. Латвия и Россия также оказывали влияние на развитие настольного хоккея в Литве и Эстонии, однако массовости удалось добиться только во второй.

## Статус
В 2021 году статус настольного хоккея ITHF сильно отличается в разных странах. В Латвии он официально признан видом спорта и его национальная федерация входит в государственную спортивную структуру; в некоторых странах его статус близок к этому. Однако в большинстве стран федерации настольного хоккея являются лишь негосударственными общественными организациями, так же как и клубы настольного хоккея. В частности, в РФ зарегистрировать его как вид спорта до сих пор не удалось. Осенью 2015 года в РФ даже обсуждался законопроект о фактическом запрете соревнований по всем непризнанным видам спорта, который коснулся бы и настольного хоккея. Законопроект был отклонён благодаря протестам спортивной общественности. 

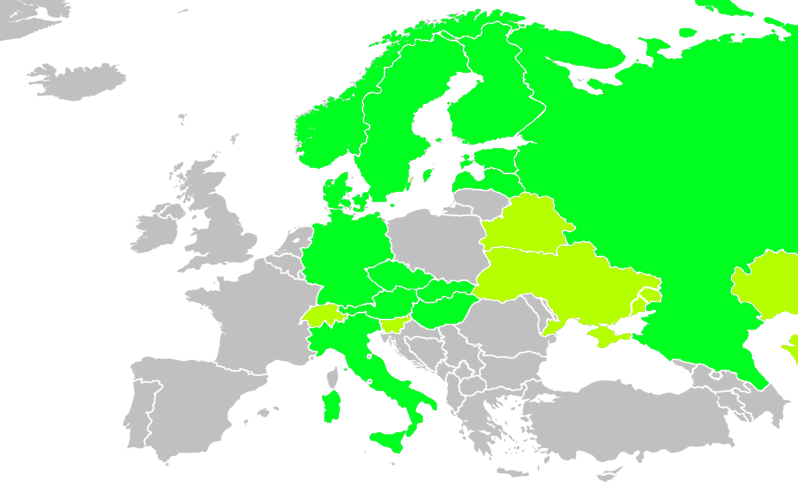
Европейские страны ITHF в 2019 году. Ярко-зелёным цветом отмечены страны-основательницы (вне этой карты такими являются Канада и США), жёлто-зелёным — вступившие позже. Потом вступила также и Португалия..

Международный надзор над соревнованиями по настольному хоккею ITHF ведёт Международная Федерация настольного хоккея (ITHF), которая определяет правила игры и соревнований, совместно с федерациями входящих в неё стран организовывает и проводит чемпионаты мира и Европы, а также турниры Мирового тура. C 2018 года её президентом является Бьярне Аксельсен (Дания), в состав Исполнительного комитета входят также Кевин Рафферти (США), Михаил Шаломаев (Украина), Алексей Титов (Россия), Игорь Савельев (Эстония). Основным способом принятия решений является голосование входящих в ITHF  национальных федераций.
Местные системы организации настольного хоккея стран ITHF, как правило, представляют из себя либо сильную федерацию и менее значимые клубы (например, в Латвии и Эстонии) либо сильные клубы с менее заметной ролью федерации (Швеция). В России, Украине и Северной Америке, помимо центральных федераций, созданы и региональные, отношения которых с центральными бывают разными.

### Самые рейтинговые клубы мира
Обновлено 1.11.2022.
| Место | Рейтинг | Страна  | Клуб            | Сильнейшие игроки                                                     |
| ----- | ------- | ------- | --------------- | --------------------------------------------------------------------- |
| 1.    | 14939   | Латвия  | BJC "Laimīte"   | Райвис Миглиниекс, Сандис Кристапс Лагздинш, Эдгарс Цайцс, Атис Силис |
| 2.    | 13356   | Латвия  | VJN "Ventspils" | Элвис Силийнс, Алвис Силийнс, Эдзус Канепс, Дэвис Апфельбаумс         |
| 3.    | 13240   | Россия  | "Куропатки"     | Денис Матвеев, Сергей Иванов, Андрей Чаплыгин, Алексей Артюхов        |
| 4.    | 13234   | Россия  | НХK "Торос"     | Никита Жолобов, Дмитрий Петров, Эмиль Мумджи, Вениамин Герасимов      |
| 5.    | 12976   | Украина | НХK "Нертус"    | Евгений Матанцев, Дмитро Мармалюк, Анна Иванцова, Микола Вербитский   |

### Ведущие игроки мира
Обновлено 1.11.2022.
| Место | Общий зачёт       | Женщины               | Юниоры (18-)     | Ветераны (40+) |
| ----- | ----------------- | --------------------- | ---------------- | -------------- |
| 1.    | Райнерс Калнинш   | Мария Савельева       | Евгений Матанцев | Петер Эстлунд  |
| 2.    | Оскар Хенриксон   | Анна Иванцова         | Эдди Нильсон     | Ханс Остерман  |
| 3.    | Олексий Корабель  | Криста Анния Лагздиня | Артём Блинов     | Бьёрн Сведман  |
| 4.    | Денис Матвеев     | Дарья Обухова         | Уно Остерман     | Алексей Титов  |
| 5.    | Райвис Миглиниекс | Дарья Хрусталёва      | Павел Федоров    | Дмитрий Петров |

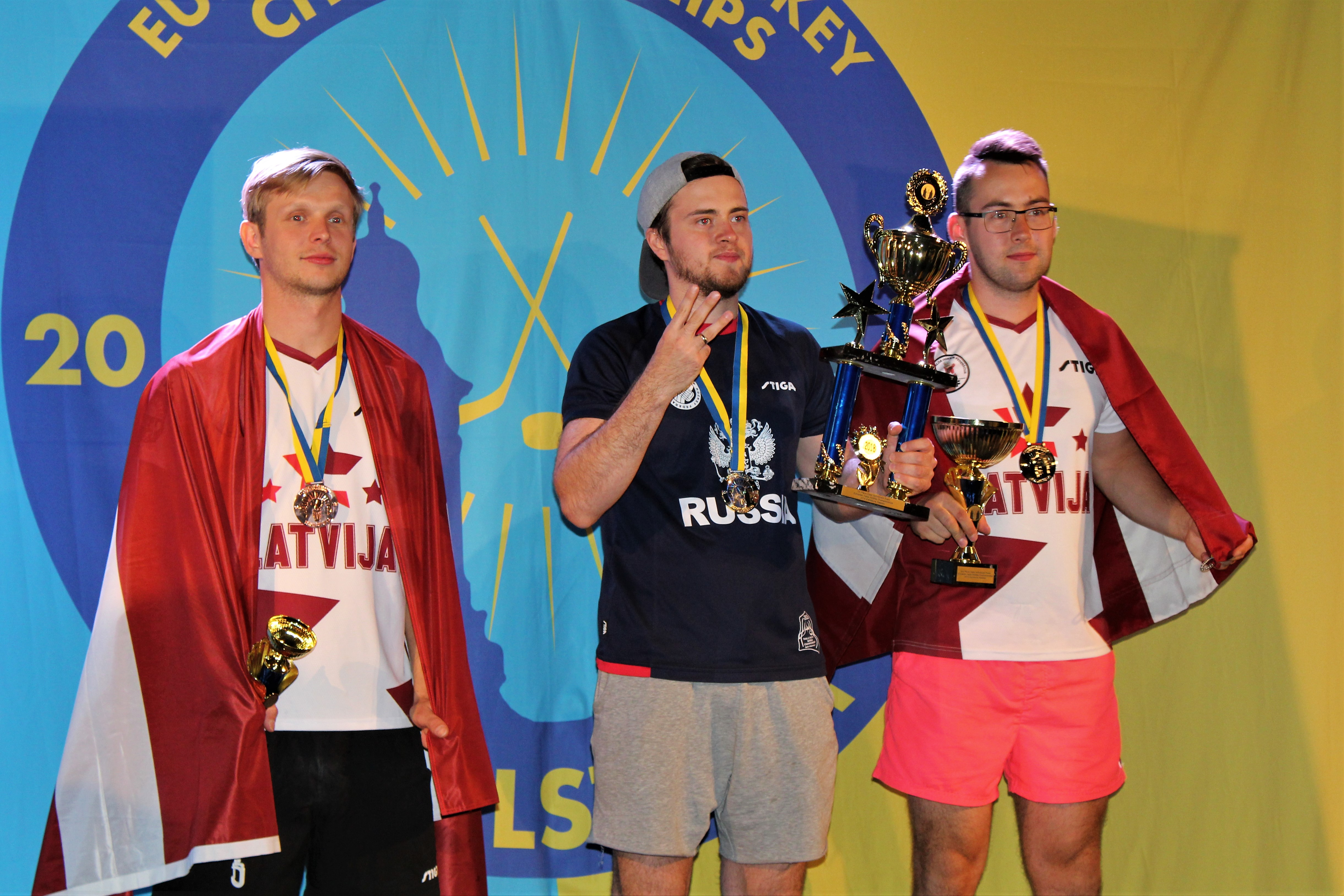
Победители чемпионата Европы 2018 года. Слева направо: Атис Силис (3. место, Латвия), Максим Борисов (1. место, Россия) и Эдгарс Цайцс (2. место, Латвия).

Помимо этих категорий, на соревнованиях мирового уровня проводятся также отдельные турниры для детей возрастом до 13 лет и сениоров от 55 (до 2019 года - 50) лет, однако они до 2021 года не имели официального статуса.

## Соревнования
Федерации приблизительно 20 стран в течение сезона организовывают серии национальных соревнований. Как правило, эти турниры доступны всем желающим, обычно желательна предварительная регистрация. Крупнейшие соревнования включены в список Мирового тура, лучшие игроки которого получают право выступления на чемпионатах мира и Европы вне количественных квот для государств.
В 2020. и 2021. годах многие соревнования были отменены из-за эпидемиологической обстановки, однако планируется их возобновление.

### Признаваемые ITHF стандарты полян
В 2019 году Стига производила пять стандартов полян:
- Play OFF Classic — общий стандарт для соревнований до 2018 года.
- Play OFF 21 Peter Forsberg Edition — новый стандарт с 2019 года. Отличается от старого расцветкой, формой ворот и шайбы, утолщённой поверхностью.
- High Speed edition — вариант с более скользкой поверхностью. На соревнованиях, как правило, не используется.
- Stanley Cup — вариант для Северной Америки. Фигурки менее массивны, имеют левый и правый хват клюшки и раскрашены в цветах клубов НХЛ.
- Red Line — максимально удешевлённая версия, без заградительных бортов и механизма выброса шайбы из ворот. На соревнованиях не используется[10].

На соревнованиях со Play OFF Classic обычно использовались поляны со вручную модифицированной нижней частью ворот для уменьшения случайного выскакивания шайбы из них.

### Не признаваемые ITHF стандарты полян
В мире производятся разные поляны, и на некоторых из них проводятся или ранее проводились соревнования.

#### Луч
Несмотря на то, что советский стандарт настольного хоккея "Луч" производился в Новосибирске без существенных улучшений уже полвека, он успешно продавался и на нём раньше проводились соревнования. В 2008 году на "Луче" под эгидой европейской WTHA был проведён чемпионат мира в Мосте, Чехия, однако ныне эта организация перешла на маленький "Хемопласт". Благодаря более долговечным материалам, имеет репутацию более высокой надёжности по сравнению со "Стигой". Однако к 2020 году производство в очередной раз было прекращено по экономическим причинам.

#### Пузырьной хоккей (бабл-хоккей)
Пузырьной хоккей ("Bubble hockey") отличается в первую очередь прозрачным куполом над поляной, препятствующим вылёту шайбы, и механизмом вбрасывания над центром поля. Часто имеет также механизм оплаты за сыгранное время. Этот стандарт популярен в основном в Северной Америке, часто устанавливается для болельщиков при спортивных аренах и имеет собственную федерацию IBHF, которая проводила соревнования. Популярности этого стандарта мешает его дороговизна. Сейчас в фейсбуке действует Национальная Ассоциация Пузырьного Хоккея, которая свои соревнования называет чемпионатом мира по пузырьному хоккею.

#### Колеко
Несмотря на давнее (1988) прекращение производства, эти поляны энтузиастами и коллекционерами по-прежнему поддерживаются в рабочем состоянии и на них проводятся турниры. В 1954 — 1968 брэнд был известен под названием "Eagle". Для Колеко имеется собственная настольно-хоккейная федерация NTHL, проводящая серию из 9 соревнований в год в разных городах континента. Канадская АНХ же признаёт два стандарта — Стигу и Колеко и определяет по ним отдельные рейтинги.

#### Другие игры
Иногда коммерческого упрощения ради настольным хоккеем называют игры, которые его совершенно не напоминают, чтобы использовать популярное название. Иногда разница визуально очевидна, как в случае аэрохоккея или бильярд-хоккея, иногда ситуация пограничная, как в случае магнетического хоккея без жёлобков, но со управляющими стержнями.

## Сокращённые правила игры

#### (не являются официальными и используются только для любительских игр)
1. Игроки должны вести себя согласно спортивной этике. Как правило, игры не обслуживаются специальными судьями и игроки должны судить себя сами.
2. Игра длится пять минут. Время не останавливается при вылёте шайбы за пределами поля и после забития гола. Время может быть остановлено при починке поляны или соглашению игроков при непредвиденной ситуации.
3. Игра проводится на неподвижно закреплённых полянах "Стига". В воротах не используется пластмассовая сетка, включённая в комплекты старых моделей. Нижняя часть ворот может быть модифицирована для уменьшения отскоков шайбы из ворот.
4. В начале игры вбрасывание происходит, ставя шайбу в центре поля и начиная по сигналу. Все другие вбрасывания тоже проводятся в центре, но сверху, держа шайбу 5 см над головами фигурок. Оба центральных нападающих в момент вбрасывания должны быть оттянуты назад до упора, защитники располагаться ближе синей линии и вбрасывание может быть произведено только при готовности обоих противников.
5. В случае перерыва игры вбрасывание проводится, если в момент перерыва оба игрока могли коснуться шайбы. Если же её контролировал один из них, шайба остаётся у него.
6. Взятие ворот не засчитывается: 
  1. если шайба не осталась в воротах, а выскочила обратно;
  2. если ударено опорной ногой по шайбе, которую на жёлобок поставила та же фигурка (но засчитывается удар поднятой ногой с поворотом);
  3. раньше чем три секунды после вбрасывания, а также если шайба не коснулась других фигурок, кроме центра или голкипера, или борта, по прошествии этих трёх секунд;
  4. если шайба заброшена одновремённо со сигналом окончания матча (в случае сомнений гол не засчитывается);
  5. если шайба заброшена в момент, когда поляна потеряла устойчивость по вине атакующего игрока.
7. Гол считается, если во время его забития какая-либо фигурка сломалась или улетела.
8. Одна фигурка может держать шайбу не больше пяти секунд, не делая паса или броска. Если это время превышается, делается вбрасывание.
9. Фигурки, поднявшиеся вверх в ходе игры, можно поправить во время остановки игры или когда их игрок контролирует шайбу, учитывая правило 5 секунд. Во время поправления нельзя одновремённо играть.
10. Если шайба остановилась на линии ворот игрока и он не уверен, что сможет её вратарём взять, он вправе заявить "Блок" и произвести вбрасывание в центре.
11. Если игрок в течение 30 секунд после начала матча не явился на игру, ему засчитывается поражение со счётом 0:10[39].

На турнирах для спортсменов используются значительно подробнее разработанные правила.

## Практическое значение
Скорость смены ситуаций и реакции, необходимой в настольном хоккее, делают его одним из самих быстрых видов спорта в мире. Одновремённо многие вообще не признают его за спорт, рассматривая как игрушку.
В Латвии спортивные педагоги настольный хоккей рекомендуют детям для развития координации движений, ловкости, укрепления мускулатуры ног и спины. Благодаря динамичности и многообразию ситуаций в игре развивается малая моторика пальцев, реакция и логическое мышление. В России, в Санкт-Петербурге, в Доме детского творчества "Юность" была разработана и принята "Дополнительная общеобразовательная (общеразвивающая) программа «Настольный хоккей»" для развития как двигательных, так и моральных и волевых качеств участников.

## Статистика основных мировых турниров

### Результаты чемпионатов мира

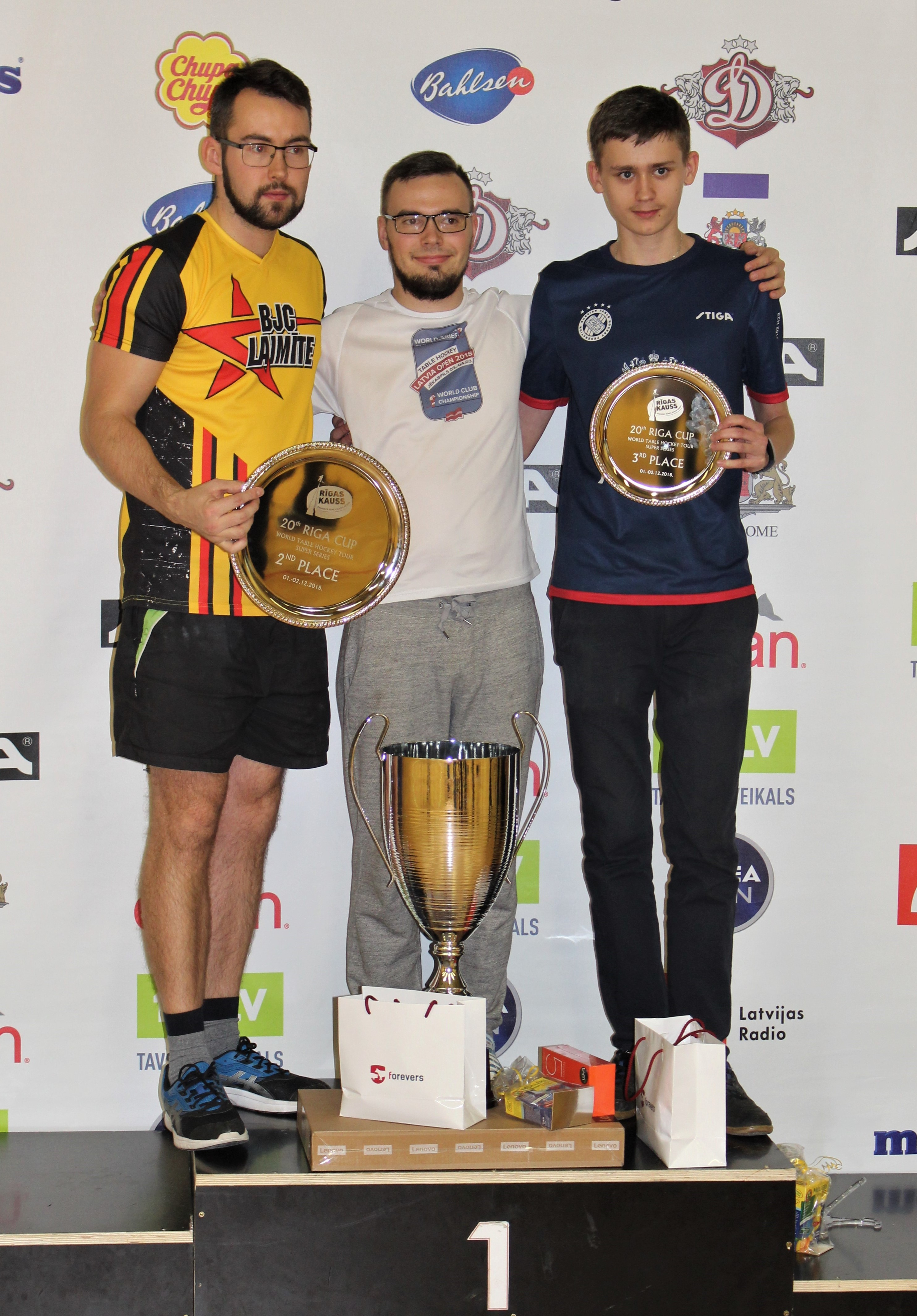
Призёры Кубка Риги 2018 года. В центре победитель Арсений Столяров (Россия), слева Эдгарс Цайцс (Латвия), справа Никита Жолобов (Россия).

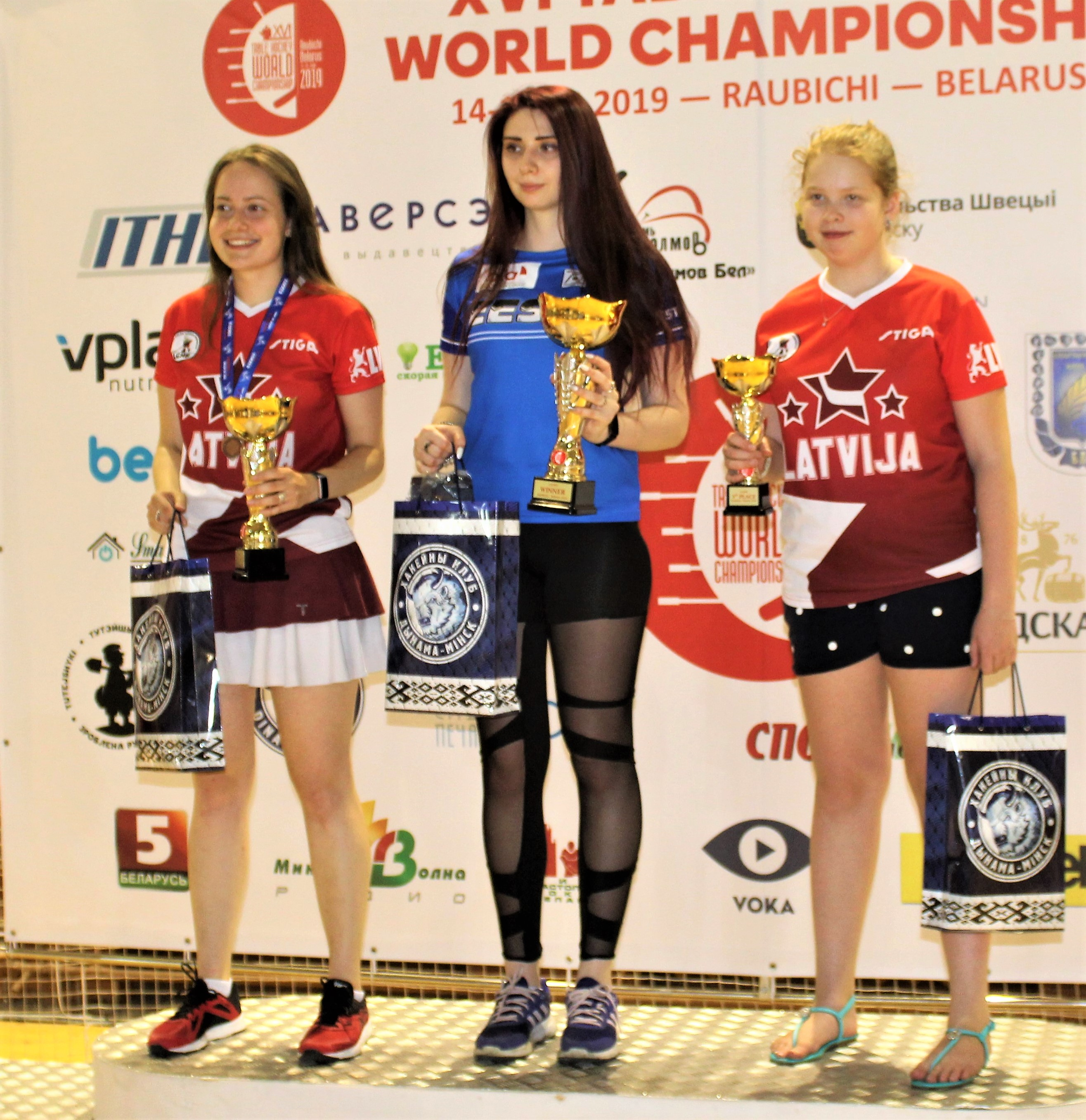
Награждение победительниц женского разряда на чемпионате мира — 2019. Слева направо — Лайма Камзола (Латвия), Мария Савельева (Эстония) и Криста Анния Лагздиня (Латвия).

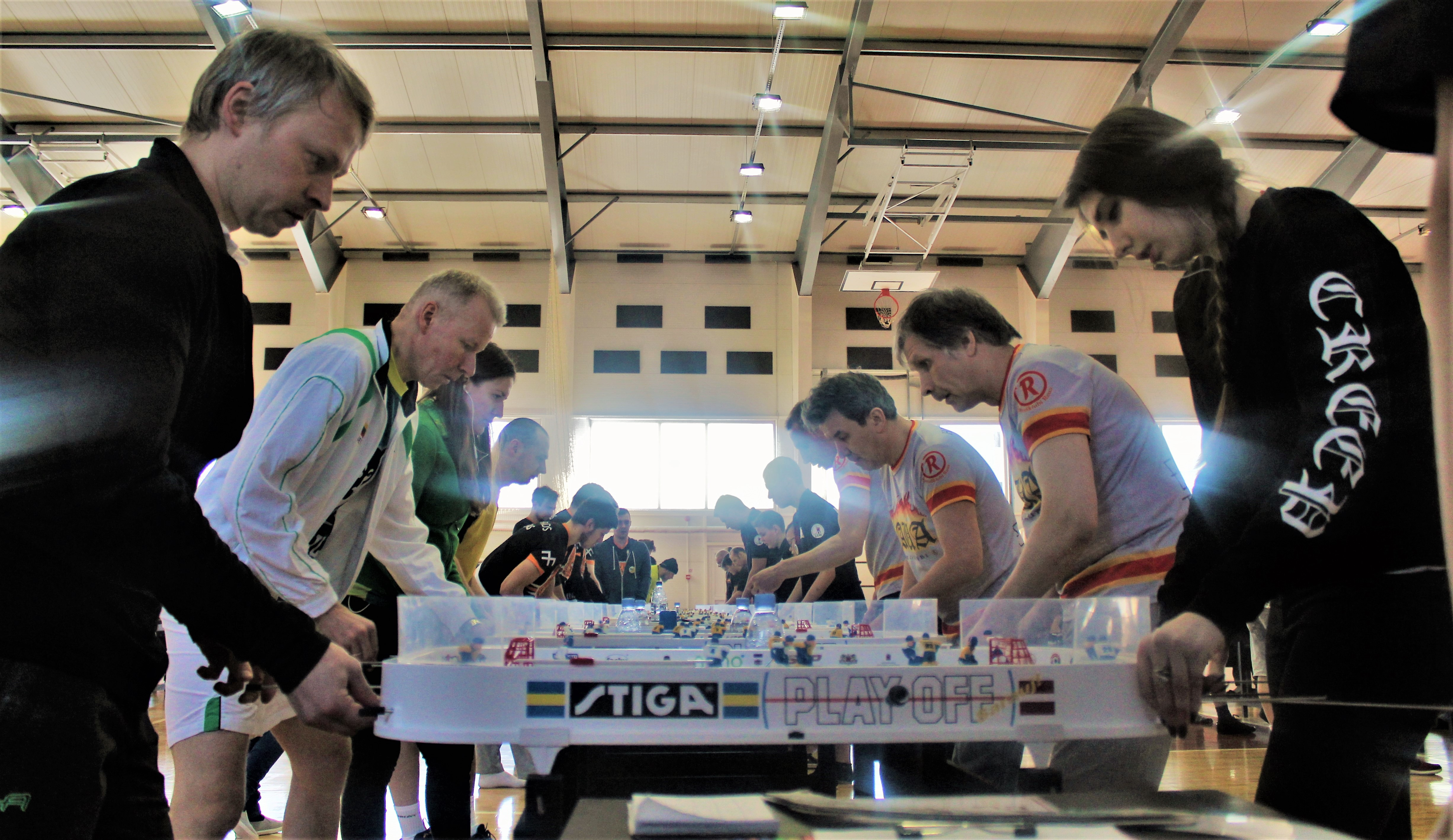
Чемпионат мира среди клубных команд 2018 года в Екабпилсе, Латвия. THC Vilnius (Литва) — SK Raua (Эстония)

| Год  | Место проведения          | Победитель       | Количество участников |
| ---- | ------------------------- | ---------------- | --------------------- |
| 1989 | Стокгольм, Швеция         | Микаэль Крац     | 42 (7 стран)          |
| 1992 | Брно, Чехословакия        | Якоб Линдаль     | 32 (5 стран)          |
| 1993 | Париж, Франция            | Андерс Эккестубе | 61 (9 стран)          |
| 1995 | Стокгольм, Швеция         | Якоб Линдаль     | 66 (8 стран)          |
| 1997 | Хельсинки, Финляндия      | Ханс Эстерман    | 61 (9 стран)          |
| 1999 | Вильгельмсхафен, Германия | Стефан Эдвал     | 71 (15 стран)         |
| 2001 | Плзень, Чехия             | Ханс Эстерман    | 100 (16 стран)        |
| 2003 | Цюрих, Швейцария          | Даниель Валлен   | 102 (19 стран)        |
| 2005 | Рига, Латвия              | Ханс Эстерман    | 132 (22 стран)        |
| 2007 | Москва, Россия            | Рони Нуттунен    | 117 (19 стран)        |
| 2009 | Будапешт, Венгрия         | Рони Нуттунен    | 131 (16 стран)        |
| 2011 | Турку, Финляндия          | Олег Дмитриченко | 105 (17 стран)        |
| 2013 | Ставангер, Норвегия       | Атис Силис       | 121 (23 стран)        |
| 2015 | Санкт-Петербург, Россия   | Максим Борисов   | 108 (16 стран)        |
| 2017 | Либерец, Чехия            | Эдгарс Цайцс     | 146 (25 стран)        |
| 2019 | Раубичи, Белоруссия       | Максим Борисов   | 115 (17 стран)        |
| 2021 | Таллин, Эстония           | Янис Галузо      | 110 (12 стран)        |

#### Результаты чемпионатов мира в женском разряде
| Год  | Место проведения          | Победительница      | Количество участниц |
| ---- | ------------------------- | ------------------- | ------------------- |
| 1992 | Брно, Чехословакия        | Натали Биай         | 6 (3 страны)        |
| 1993 | Париж, Франция            | Сисси Викстрём      | 9 (5 стран)         |
| 1995 | Стокгольм, Швеция         | Катрин Йоханссон    | 12 (6 стран)        |
| 1997 | Хельсинки, Финляндия      | Сисси Викстрём      | 8 (5 стран)         |
| 1999 | Вильгельмсхафен, Германия | Тарья Линдберг      | 8 (3 страны)        |
| 2001 | Плзень, Чехия             | Пиа Пуллиайнен      | 12 (6 стран)        |
| 2003 | Цюрих, Швейцария          | Пиа Пуллиайнен      | 22 (8 стран)        |
| 2005 | Рига, Латвия              | Пиа Пуллиайнен      | 21 (8 стран)        |
| 2007 | Москва, Россия            | Александра Белавина | 15 (6 стран)        |
| 2009 | Будапешт, Венгрия         | Мария Ялбачева      | 23 (9 стран)        |
| 2011 | Турку, Финляндия          | Мария Ялбачева      | 16 (7 стран)        |
| 2013 | Ставангер, Норвегия       | Мария Милорадова    | 18 (9 стран)        |
| 2015 | Санкт-Петербург, Россия   | Виктория Ларичева   | 18 (8 стран)        |
| 2017 | Либерец, Чехия            | Ирина Воробьёва     | 23 (9 стран)        |
| 2019 | Раубичи, Белоруссия       | Мария Савельева     | 21 (7 стран)        |
| 2021 | Таллин, Эстония           | Мария Савельева     | 17 (7 стран)        |

#### Результаты чемпионатов мира в юниорском разряде
| Год  | Место проведения          | Победитель       | Количество участников |
| ---- | ------------------------- | ---------------- | --------------------- |
| 1997 | Хельсинки, Финляндия      | Микаэль Линдберг | 9 (5 стран)           |
| 1999 | Вильгельмсхафен, Германия | Эрно Лантиайнен  | 8 (4 страны)          |
| 2001 | Плзень, Чехия             | Мика Пуллиайнен  | 14 (7 стран)          |
| 2003 | Цюрих, Швейцария          | Алексей Захаров  | 24 (10 стран)         |
| 2005 | Рига, Латвия              | Рони Нуттунен    | 26 (11 стран)         |
| 2007 | Москва, Россия            | Рони Нуттунен    | 22 (8 стран)          |
| 2009 | Будапешт, Венгрия         | Ахти Лампи       | 29 (10 стран)         |
| 2011 | Турку, Финляндия          | Максим Борисов   | 20 (8 стран)          |
| 2013 | Ставангер, Норвегия       | Максим Борисов   | 25 (10 стран)         |
| 2015 | Санкт-Петербург, Россия   | Михайл Шашков    | 20 (9 стран)          |
| 2017 | Либерец, Чехия            | Оскар Хенрикссон | 36 (13 стран)         |
| 2019 | Раубичи, Белоруссия       | Антон Уманский   | 33 (8 стран)          |
| 2021 | Таллин, Эстония           | Евгений Матанцев | 24 (7 стран)          |

#### Результаты чемпионатов мира в ветеранском разряде
| Год  | Место проведения        | Победитель      | Количество участников |
| ---- | ----------------------- | --------------- | --------------------- |
| 2005 | Рига, Латвия            | Томас Петерсон  | 24 (11 стран)         |
| 2007 | Москва, Россия          | Павел Плешак    | 25 (13 стран)         |
| 2009 | Будапешт, Венгрия       | Понтус Эрикссон | 35 (12 стран)         |
| 2011 | Турку, Финляндия        | Дмитрий Петров  | 24 (11 стран)         |
| 2013 | Ставангер, Норвегия     | Алексей Титов   | 36 (16 стран)         |
| 2015 | Санкт-Петербург, Россия | Станислав Лутай | 39 (14 стран)         |
| 2017 | Либерец, Чехия          | Алексей Титов   | 52 (21 страна)        |
| 2019 | Раубичи, Белоруссия     | Петер Эстлунд   | 59 (17 стран)         |
| 2021 | Таллин, Эстония         | Алексей Титов   | 45 (10 стран)         |

#### Результаты чемпионатов мира в детском разряде (моложе 13 лет, до 2020 года неофициалные)
| Год  | Место проведения        | Победитель            | Количество участников |
| ---- | ----------------------- | --------------------- | --------------------- |
| 2015 | Санкт-Петербург, Россия | Никита Жолобов        | 13 (4 страны)         |
| 2017 | Либерец, Чехия          | Евгений Матанцев      | 20 (10 стран)         |
| 2019 | Раубичи, Белоруссия     | Криста Анния Лагздиня | 26 (7 стран)          |
| 2021 | Таллин, Эстония         | Артём Матанцев        | 16 (3 страны)         |

#### Результаты чемпионатов мира в сениорском разряде (от 55 лет, до 2020 года неофициально и до 50 лет)
| Год  | Место проведения        | Победитель    | Количество участников |
| ---- | ----------------------- | ------------- | --------------------- |
| 2015 | Санкт-Петербург, Россия | Павел Плешак  | 19 (9 стран)          |
| 2017 | Либерец, Чехия          | Алексей Титов | 34 (14 стран)         |
| 2019 | Раубичи, Белоруссия     | Ингве Осхейм  | 34 (11 стран)         |
| 2021 | Таллин, Эстония         | Вацлав Пикл   | 12 (8 стран)          |

#### Результаты чемпионатов мира среди сборных
| Год  | Место проведения          | Победители | Количество команд |
| ---- | ------------------------- | ---------- | ----------------- |
| 1992 | Брно, Чехословакия        | Швеция     | 4                 |
| 1993 | Париж, Франция            | Швеция     | 15                |
| 1995 | Стокгольм, Швеция         | Швеция     | 15                |
| 1997 | Хельсинки, Финляндия      | Швеция II  | 14                |
| 1999 | Вильгельмсхафен, Германия | Швеция     | 8                 |
| 2001 | Плзень, Чехия             | Швеция     | 13                |
| 2003 | Цюрих, Швейцария          | Швеция     | 14                |
| 2005 | Рига, Латвия              | Финляндия  | 16                |
| 2007 | Москва, Россия            | Швеция     | 15                |
| 2009 | Будапешт, Венгрия         | Россия     | 15                |
| 2011 | Турку, Финляндия          | Россия     | 12                |
| 2013 | Ставангер, Норвегия       | Россия     | 15                |
| 2015 | Санкт-Петербург, Россия   | Россия     | 13                |
| 2017 | Либерец, Чехия            | Россия     | 15                |
| 2019 | Раубичи, Белоруссия       | Россия     | 12                |
| 2021 | Таллин, Эстония           | Латвия     | 9                 |

#### Результаты чемпионатов мира среди женских сборных
| Год  | Место проведения        | Победительницы | Количество команд |
| ---- | ----------------------- | -------------- | ----------------- |
| 2005 | Рига, Латвия            | Россия         | 6                 |
| 2007 | Москва, Россия          | Россия         | 4                 |
| 2009 | Будапешт, Венгрия       | Россия         | 6                 |
| 2011 | Турку, Финляндия        | Финляндия      | 3                 |
| 2013 | Ставангер, Норвегия     | Россия         | 4                 |
| 2015 | Санкт-Петербург, Россия | Россия         | 4                 |
| 2017 | Либерец, Чехия          | Латвия         | 5                 |
| 2019 | Раубичи, Белоруссия     | Россия         | 5                 |
| 2021 | Таллин, Эстония         | Россия         | 4                 |

#### Результаты чемпионатов мира среди юниорских сборных
| Год  | Место проведения        | Победители | Количество команд |
| ---- | ----------------------- | ---------- | ----------------- |
| 2011 | Турку, Финляндия        | Россия     | 7                 |
| 2013 | Ставангер, Норвегия     | Россия     | 7                 |
| 2015 | Санкт-Петербург, Россия | Россия     | 6                 |
| 2017 | Либерец, Чехия          | Украина    | 9                 |
| 2019 | Раубичи, Белоруссия     | Украина    | 6                 |
| 2021 | Таллин, Эстония         | Украина    | 4                 |

#### Результаты чемпионатов мира среди ветеранских сборных
| Год  | Место проведения        | Победители | Количество команд |
| ---- | ----------------------- | ---------- | ----------------- |
| 2009 | Будапешт, Венгрия       | Швеция     | 10                |
| 2011 | Турку, Финляндия        | Россия     | 7                 |
| 2013 | Ставангер, Норвегия     | Швеция     | 9                 |
| 2015 | Санкт-Петербург, Россия | Чехия      | 11                |
| 2017 | Либерец, Чехия          | Швеция     | 14                |
| 2019 | Раубичи, Белоруссия     | Швеция     | 12                |
| 2021 | Таллин, Эстония         | Швеция     | 8                 |

### Результаты чемпионатов Европы
| Год  | Место проведения    | Победитель       | Количество участников |
| ---- | ------------------- | ---------------- | --------------------- |
| 1990 | Lunda, Швеция       | Йорген Сундквист | 63 (9 стран)          |
| 1992 | Брно, Чехословакия  | Микаэль Крац     | 75 (5 стран)          |
| 2006 | Скалица, Словакия   | Алексей Захаров  | 111 (17 стран)        |
| 2008 | Рига, Латвия        | Ахти Лампи       | 103 (10 стран)        |
| 2010 | Оверум, Швеция      | Ахти Лампи       | 82 (9 стран)          |
| 2012 | Рига, Латвия        | Максим Борисов   | 106 (13 стран)        |
| 2014 | Рига, Латвия        | Максим Борисов   | 122 (14 стран)        |
| 2016 | Таллин, Эстония     | Эдгарс Цайцс     | 124 (15 стран)        |
| 2018 | Эскильстуна, Швеция | Максим Борисов   | 128 (17 стран)        |

#### Результаты чемпионатов Европы в женском разряде
| Год  | Norises vieta       | Победительница       | Количество участниц |
| ---- | ------------------- | -------------------- | ------------------- |
| 1992 | Брно, Чехословакия  | Натали Биай          | 7 (4 страны)        |
| 2006 | Скалица, Словакия   | Александра Белавина  | 17 (7 стран)        |
| 2008 | Рига, Латвия        | Мария Ялбачева       | 14 (7 стран)        |
| 2010 | Оверум, Швеция      | Мария Ялбачева       | 15 (6 стран)        |
| 2012 | Рига, Латвия        | Виктория Ларичева    | 20 (8 стран)        |
| 2014 | Рига, Латвия        | Виктория Ларичева    | 18 (8 стран)        |
| 2016 | Таллин, Эстония     | Виктория Носеливская | 22 (7 стран)        |
| 2018 | Эскильстуна, Швеция | Мария Савельева      | 18 (7 стран)        |

#### Результаты чемпионатов Европы в юниорском разряде
| Год  | Norises vieta       | Победитель         | Количество участников |
| ---- | ------------------- | ------------------ | --------------------- |
| 2006 | Скалица, Словакия   | Эдгарс Цайцс       | 24 (6 стран)          |
| 2008 | Рига, Латвия        | Ахти Лампи         | 22 (8 стран)          |
| 2010 | Оверум, Швеция      | Матисс Саулитис    | 25 (7 стран)          |
| 2012 | Рига, Латвия        | Максим Борисов     | 25 (7 стран)          |
| 2014 | Рига, Латвия        | Ян Пелконен        | 35 (11 стран)         |
| 2016 | Таллин, Эстония     | Вениамин Герасимов | 37 (10 стран)         |
| 2018 | Эскильстуна, Швеция | Никита Жолобов     | 36 (10 стран)         |

#### Результаты чемпионатов Европы в ветеранском разряде
| Год  | Место проведения    | Победитель      | Количество участников |
| ---- | ------------------- | --------------- | --------------------- |
| 2006 | Скалица, Словакия   | Павел Плешак    | 28 (9 стран)          |
| 2008 | Рига, Латвия        | Павел Плешак    | 26 (10 стран)         |
| 2010 | Оверум, Швеция      | Янне Кокко      | 20 (6 стран)          |
| 2012 | Рига, Латвия        | Ян Дриак        | 39 (12 стран)         |
| 2014 | Рига, Латвия        | Ларс Хенрикссон | 41 (13 стран)         |
| 2016 | Таллин, Эстония     | Алексей Титов   | 48 (13 стран)         |
| 2018 | Эскильстуна, Швеция | Алексей Титов   | 45 (15 стран)         |

#### Результаты чемпионатов Европы в неофициальном детском разряде (моложе 13 лет)
| Год  | Место проведения    | Победитель       | Количество участников |
| ---- | ------------------- | ---------------- | --------------------- |
| 2014 | Рига, Латвия        | Дмитрий Афонин   | 16 (5 стран)          |
| 2016 | Таллин, Эстония     | Евгений Матанцев | 24 (9 стран)          |
| 2018 | Эскильстуна, Швеция | Евгений Матанцев | 18 (7 стран)          |

#### Результаты чемпионатов Европы в неофициальном сениорском разряде (от 50 лет и старше)
| Год  | Место проведения    | Победитель        | Количество участников |
| ---- | ------------------- | ----------------- | --------------------- |
| 2014 | Рига, Латвия        | Александр Данилов | 14 (7 стран)          |
| 2016 | Таллин, Эстония     | Павел Плешак      | 23 (8 стран)          |
| 2018 | Эскильстуна, Швеция | Янне Кокко        | 25 (9 стран)          |

#### Результаты чемпионатов Европы среди сборных
| Год  | Место проведения    | Победители | Количество команд |
| ---- | ------------------- | ---------- | ----------------- |
| 1990 | Лунд, Швеция        | Швеция III | 15                |
| 1992 | Брно, Чехословакия  | Швеция     | 8                 |
| 2006 | Скалица, Словакия   | Чехия      | 12                |
| 2008 | Рига, Латвия        | Финляндия  | 10                |
| 2010 | Оверум, Швеция      | Швеция     | 8                 |
| 2012 | Рига, Латвия        | Россия     | 10                |
| 2014 | Рига, Латвия        | Латвия     | 11                |
| 2016 | Таллин, Эстония     | Россия     | 11                |
| 2018 | Эскильстуна, Швеция | Россия     | 11                |

#### Результаты чемпионатов Европы среди женских сборных
| Год  | Место проведения    | Победительницы | Количество команд |
| ---- | ------------------- | -------------- | ----------------- |
| 2006 | Скалица, Словакия   | Чехия          | 4                 |
| 2008 | Рига, Латвия        | Россия         | 4                 |
| 2010 | Оверум, Швеция      | Россия         | 4                 |
| 2012 | Рига, Латвия        | Россия         | 4                 |
| 2014 | Рига, Латвия        | Россия         | 4                 |
| 2016 | Таллин, Эстония     | Россия         | 5                 |
| 2018 | Эскильстуна, Швеция | Швеция         | 3                 |

#### Результаты чемпионатов Европы среди юниорских сборных
| Год  | Место проведения    | Победители | Количество команд |
| ---- | ------------------- | ---------- | ----------------- |
| 2010 | Оверум, Швеция      | Россия     | 6                 |
| 2012 | Рига, Латвия        | Россия     | 6                 |
| 2014 | Рига, Латвия        | Украина    | 9                 |
| 2016 | Таллин, Эстония     | Россия     | 9                 |
| 2018 | Эскильстуна, Швеция | Россия     | 8                 |

#### Результаты чемпионатов Европы среди ветеранских сборных
| Год  | Место проведения    | Победители | Количество команд |
| ---- | ------------------- | ---------- | ----------------- |
| 2008 | Рига, Латвия        | Швеция     | 8                 |
| 2010 | Оверум, Швеция      | Россия     | 5                 |
| 2012 | Рига, Латвия        | Чехия      | 6                 |
| 2014 | Рига, Латвия        | Россия     | 11                |
| 2016 | Таллин, Эстония     | Россия     | 11                |
| 2018 | Эскильстуна, Швеция | Швеция     | 10                |

#### Результаты открытых чемпионатов Северной Америки
| Год       | Место проведения | Победитель           | Количество участников |
| --------- | ---------------- | -------------------- | --------------------- |
| 2008      | Детройт, США     | Кенни Дибуа          | 38 (3 страны)         |
| 2009      | Детройт, США     | Берни Кунцлер        | 36 (3 страны)         |
| 2010      | Детройт, США     | Бьярне Аксельсен     | 34 (4 страны)         |
| 2011      | Детройт, США     | Бьярне Аксельсен     | 25 (4 страны)         |
| 2012      | Детройт, США     | Бьярне Аксельсен     | 48 (4 страны)         |
| 2013      | Детройт, США     | Бьярне Аксельсен     | 42 (3 страны)         |
| 2014      | Ливония, США     | Брюс Тёрнер          | 40 (2 страны)         |
| 2015      | Ливония, США     | Карл Йенсон          | 40 (4 страны)         |
| 2016      | Ливония, США     | Роман Нежиба         | 35 (3 страны)         |
| 2017      | Ливония, США     | Роман Нежиба         | 30 (3 страны)         |
| 2018      | Ливония, США     | Роман Нежиба         | 24 (3 страны)         |
| 2018 (II) | Эдмонтон, Канада | Бьярне Аксельсен     | 27 (3 страны)         |
| 2019      | Лемонт, США      | Виталий Скоробогатов | 17 (4 страны)         |

#### Результаты клубных чемпионатов мира

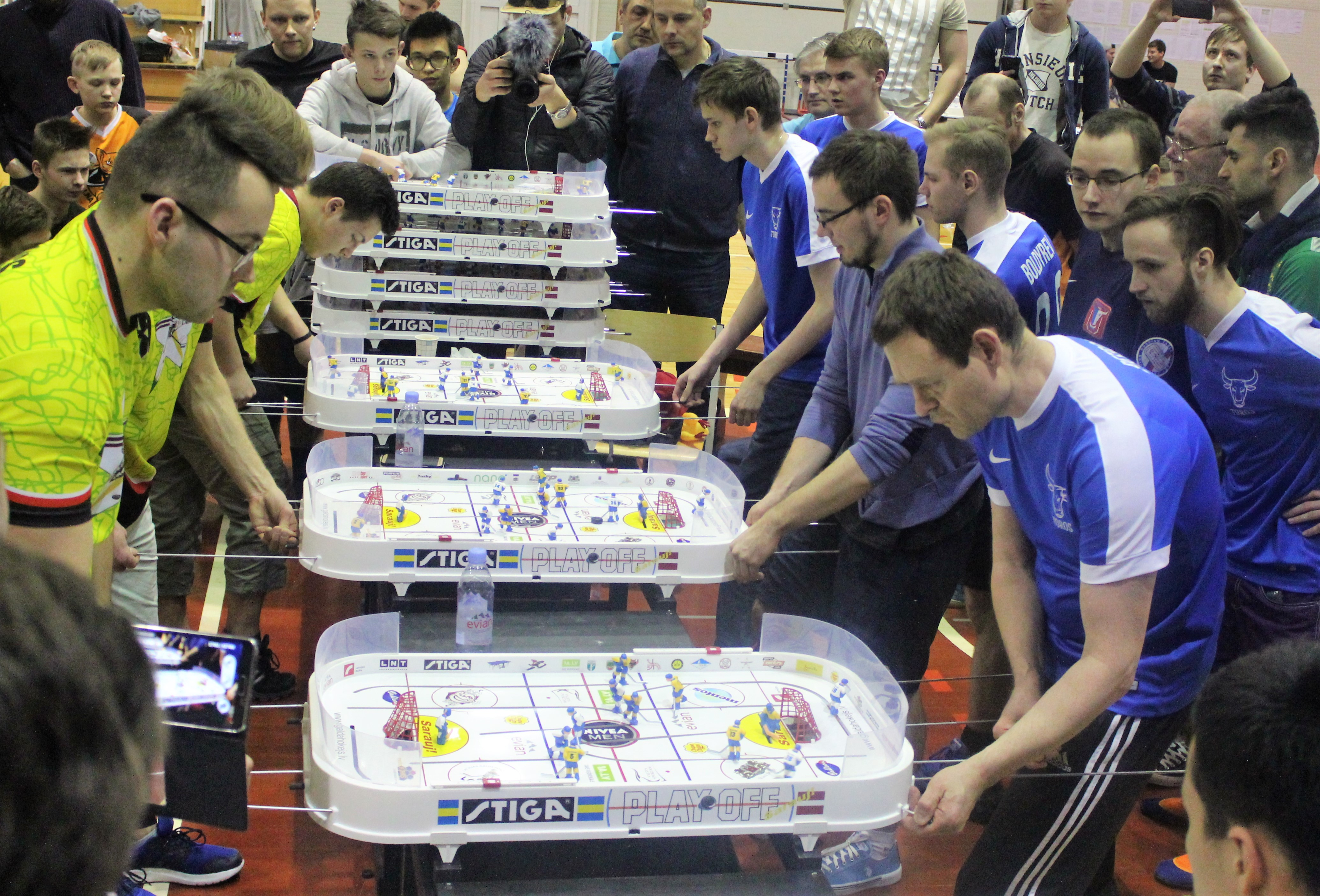
Финал мирового чемпионата клубов 2018 года. BJC "Laimīte" в жёлтом против российского "Тороса".

| Год  | Место проведения        | Победители       | Количество команд |
| ---- | ----------------------- | ---------------- | ----------------- |
| 2007 | Осло, Норвегия          | Enköping HSC     | 20 (7 стран)      |
| 2010 | Либерец, Чехия          | RTHF United Team | 26 (8 стран)      |
| 2012 | Санкт-Петербург, Россия | BJC Laimīte      | 17 (5 стран)      |
| 2014 | Летовице, Чехия         | BJC Laimīte      | 31 (10 стран)     |
| 2016 | Курск, Россия           | BJC Laimīte      | 23 (4 страны)     |
| 2018 | Екабпилс, Латвия        | НХК Торос        | 23 (5 стран)      |

### Национальные федерации
- Международная ФНХ  (англ.)
- ФНХ России
- ФНХ Белоруссии
- ФНХ Казахстана
- ФНХ Латвии  (латыш.)
- АНХ Норвегии  (норв.)
- ФНХ Украины  (укр.)
- АНХ Финляндии  (фин.)
- АНХ Швеции  (швед.)
- СНХ Эстонии

### Другие ссылки
- Stiga Games  (англ.)
- Мировой рейтинг  (англ.)
- Школа настольного хоккея (Россия)
- Школа настольного хоккея (Швеция) (англ.)
- Школа настольного хоккея (Норвегия) (норв.)
- Видеоуроки настольного хоккея (2003)